# Geschichtliche Wanderfahrten
Geschichtliche Wanderfahrten war eine im Deutschen Reich erschienene Publikationsreihe des Verlags von C. Heinrich, Dresden-Neustadt, die ab 1930 vom Oberstaatsarchivar Artur Brabant herausgegeben wurde und das ganze Sachsenland umfassen sollte. Bedingt durch den Ausbruch des Zweiten Weltkrieges wurde die Reihe, an der renommierte Natur- und Heimatforscher mitarbeiteten, eingestellt. Jedes Heft kostete 60 Pfennig, ein Doppelheft 1 Mark.
Einige dieser Hefte gab es auch in Buchgebundener Form.
Vermutlich gab es auch 2 verschiedene Ausgaben, einmal mit Umschlag und einmal ohne diesen.

## Folgende Hefte sind erschienen
- 1 Artur Brabant: Der Große Garten und seine Umgebung als Kampfplatz, 1930.
- 2 Karl Scheiblich: Von alten Wegen rings um Dresden, 1930.
- 3 Arno Scheer: Dresden-Johannstadt, die Welt vor dem Ziegelschlag, 1930.
- 4 Otto Mörtzsch: Vom Burgward Briesnitz bis zum Burgberg Niederwartha, 1930.
- 5 Otto Mörtzsch: Eine Elbwanderung, 1930.
- 6 R. Großmann: Die Albrechtschlösser bei Dresden, 1930.
- 7/8 Hubert Georg Ermisch: Der Dresdner Zwinger und seine Erneuerung, 1931.
- 9 Otto Roepert: Altsächsische Jagdschlösser, 1931.
- 10 Hans Beschorner: Die Hoflößnitz bei Dresden, 1931.
- 11 Erich H. Müller: Dresdner Musikstätten, 1931.
- 12 Moritz Herschel: Eine Heidewanderung nach dem Radeberger Schlosse, 1931.
- 13 Otto Rudert: Alte Dresdner Friedhöfe, 1931.
- 14 Adolf Schruth: Vom Spitzhaus zum Jakobstein. Geschichtliche Streifzüge durch die Lößnitz, 1931.
- 15 Herbert Pönicke: Durch die Wollgewerbezünfte des unteren Vogtlandes, 1931.
- 16 Helmuth Gröger: Klosterfahrten im Meißner Land, 1931.
- 17 Ernst Pietsch: Plauen im Vogtland, 1931.
- 18 Albert Schröder: Burgen und Schlösser im unteren Zschopautal, 1931.
- 19 Herbert Pönicke: Die Messe und die Zünfte der Stadt Leipzig, 1931.
- 20 Johannes Langer: Wanderungen durch das mittelalterliche Freiberg, 1931.
- 21 Otto Rudert: Das alte Chemnitz, 1931.
- 22 Adolf Grafe: Der Garten von Großsedlitz, 1932.
- 23 Albert Schröder: Burgen und Schlösser im oberen Zschopautal, 1932.
- 24 Georg Bierbaum: Von Schanze zu Schanze, 1932.
- 25 Helmuth Gröger: Markmeißnische Elbschlößer Von Gauernitz nach Siebeneichen, 1932.
- 26 Helmut Gröger: Markmeißnische Elbschlößer 2. Stück Von Meißen nach Hirschstein, 1932.
- 27 Gottfried Ganßauge: Die Geschichte des Pillnitzer Schlosses, 1932.
- 28 Paul Reinhard Beierlein: Elsterberg und die Vogtländische Schweiz, 1932.
- 29 Johannes Leipoldt: Auf Spuren der Vergangenheit im Burgsteingebiet (Vogtland), 1932.
- 30 Hans Beschorner: Die Sächsische Schweiz und der Kampf um sie zwischen Wettinern und der Berken von der Duba, 1933.
- 31 Lotte Wotruba: Das alte Bautzen, 1933.
- 32 Adolf Grafe: Die Grabentour zwischen Freiberg und Nossen, 1933.
- 33 Sigfried Asche: Schneeberg in Sachsen, 1933.
- 34 Reinhard Müller: Oybin und Karlsfried im Zittauer Gebirge, 1933.
- 35 Artur Brabant: Die Katzenhäuser bei Nossen Sachsens größte Feldbefestigung 1759-62 , 1934.
- 36 Artur Brabant: Döbeln im Siebenjährigen Kriege, 1934.
- 37 Adolf Grafe: Das Tal von Seifersdorf bei Radeberg, 1934.
- 38 Hellmut Kretzschmar:  Stolpen , 1934.
- 39 Gerhard Stephan: Die Lessingstadt Kamenz, 1935.
- 40 Hubert Ermisch: Das Japanische Palais., 1935.
- 41 H. v. Einsiedel: Das Kohrener Land und seine Burg Gnandstein, 1935.
- 42 Herbert Lindner: Die Bastei und die Burgen Alt- und Neurathen, 1935.
- 43 Rudolf Mielsch: Tharandt und der Thrarandter Wald, 1935.
- 44 Gerhard Heilfurth: Zwischen Gleesberg und Filzteich Neuststädtel und seine Bergbaulandschaft, 1935.
- 45 Walter Fröbe: Schwarzenberg im Erzgebirge. 1935.
- 46 Rudolf Mielsch: Torgau, 1936.
- 47 Fritz Löffler: Das Körnerhaus in Dresden, 1936.
- 48 Rudolf Mielsch: Lutherstadt Wittenberg, 1937.
- 49 Rolf Naumann: Moritzburg im Friedewald, 1937.
- 50 Erich Haenel: Der alte Stallhof in Dresden., 1937.
- 51 Martin Sachsenweger: Bergbauliche Spuren in Freiberg und Umgebung, 1938.
- 52 Dr. Georg Beutel: Die Bürgerwiese in Dresden, 1938.

```
       Vermutlich letztes Heft
```